# Sluis 10
Sluis 10 is een schutsluis in de Zuid-Willemsvaart, gelegen tussen Lierop en Asten.
De sluis ligt nabij de buurtschap Boomen en de plaats waar de Kleine Aa in de Aa uitmondt. Hier ligt ook het natuurgebied Oetert. Bij de aanleg van het kanaal, omstreeks 1826, was dit de enige plaats waar de loop van de Aa over korte afstand werd doorsneden. De Aa werd daarom omgeleid en de Kleine Aa werd via een duiker onder het kanaal doorgevoerd.
De eerste sluis/brugwachter trad aan in 1827. De verkeersweg van Lierop naar Asten, de Dijkstraat, werd namelijk over het kanaal geleid met een houten brug, later een ophaalbrug. Daarbij moest ook de steeds drukker wordende verkeersweg N266 worden overgestoken. Uiteindelijk werd in 2009 een vaste oeververbinding aangelegd in de vorm van een betonnen brug die ook de N266 overbrugde, de zogeheten Brug Bommerhei.